# Empoli Football Club 1946-1947
Questa voce raccoglie le informazioni riguardanti  l'Empoli Football Club nelle competizioni ufficiali della stagione 1946-1947.

## Rosa
| N. |                   | Ruolo | Calciatore             |
| -- | ----------------- | ----- | ---------------------- |
|    | Italia (bandiera) | A     | Lorenzo Alderotti      |
|    | Italia (bandiera) | P     | Ascanio Assirelli      |
|    | Italia (bandiera) | A     | Silvio Barbaglia       |
|    | Italia (bandiera) | P     | Loris Borgioli         |
|    | Italia (bandiera) | A     | Vittorio Caffagni      |
|    | Italia (bandiera) | C     | Lido Catelli           |
|    | Italia (bandiera) | D     | Adamello Freschi       |
|    | Italia (bandiera) | D     | Manrico Guerrieri      |
|    | Italia (bandiera) | A     | Luciano Degl'Innocenti |
|    | Italia (bandiera) | A     | Benito Lorenzi         |

| N. |                   | Ruolo | Calciatore        |
| -- | ----------------- | ----- | ----------------- |
|    | Italia (bandiera) | A     | Mario Macera      |
|    | Italia (bandiera) | A     | Andrea Marzani    |
|    | Italia (bandiera) | C     | Mario Micheli     |
|    | Italia (bandiera) | C     | Muzio Milani      |
|    | Italia (bandiera) | A     | Egisto Pandolfini |
|    | Italia (bandiera) | A     | Luciano Parentini |
|    | Italia (bandiera) | A     | Romualdo Pucci    |
|    | Italia (bandiera) | D     | Ulrico Sani       |
|    | Italia (bandiera) | A     | Sergio Ulivieri   |

## Statistiche

### Statistiche di squadra
| Competizione       | Punti | In casa | In casa | In casa | In casa | In casa | In casa | In trasferta | In trasferta | In trasferta | In trasferta | In trasferta | In trasferta | Totale | Totale | Totale | Totale | Totale | Totale | DR  |
| Competizione       | Punti | G       | V       | N       | P       | Gf      | Gs      | G            | V            | N            | P            | Gf           | Gs           | G      | V      | N      | P      | Gf     | Gs     | DR  |
| ------------------ | ----- | ------- | ------- | ------- | ------- | ------- | ------- | ------------ | ------------ | ------------ | ------------ | ------------ | ------------ | ------ | ------ | ------ | ------ | ------ | ------ | --- |
| Serie B - girone B | 47    | 20      | 14      | 3       | 3       | 35      | 13      | 20           | 4            | 8            | 8            | 19           | 26           | 40     | 18     | 11     | 11     | 54     | 39     | +15 |

### Statistiche dei giocatori
| Giocatore         | Serie B  | Serie B |
| Giocatore         | Presenze | Reti    |
| ----------------- | -------- | ------- |
| L. Alderotti      | 2        | 0       |
| A. Assirelli      | 1        | -?      |
| S. Barbaglia      | 16       | 1       |
| L. Borgioli       | 39       | -?      |
| V. Caffagni       | 3        | 0       |
| L. Catelli        | 40       | 0       |
| A. Freschi        | 36       | 4       |
| M. Guerrieri      | 39       | 0       |
| L. Degl'Innocenti | 30       | 7       |
| B. Lorenzi        | 40       | 15      |
| M. Macera         | 6        | 0       |
| A. Marzani        | 24       | 7       |
| M. Micheli        | 33       | 1       |
| M. Milani         | 7        | 0       |
| E. Pandolfini     | 39       | 12      |
| L. Parentini      | 1        | 0       |
| R. Pucci          | 19       | 3       |
| U. Sani           | 28       | 0       |
| S. Ulivieri       | 37       | 3       |